# 남면초등학교 삼섬분교
남면초등학교 삼섬분교는 대한민국 충청남도 태안군 남면 거아도리 산9-1에 있었던 공립 초등학교다.

## 연혁
- 연도 미상: 남면국민학교 삼섬분교 개교
- 197?년: 남면국민학교 삼섬분교 남면국민학교로 통폐합